# Anicetus Bongsu Antonius Sinaga
Anicetus Bongsu Antonius Sinaga OFMCap (Nagadolok, 25 de setembro de 1941 - Medan, 7 de novembro de 2020) foi um clérigo religioso indonésio e arcebispo católico romano de Medan.
Aniceto Bongsu Antonius Sinaga ingressou na Ordem dos Capuchinhos e foi ordenado sacerdote em 13 de dezembro de 1969, após completar sua formação teológica.
Em 1978, o Papa João Paulo II o nomeou Prefeito Apostólico de Sibolga. Com a elevação à diocese em 24 de outubro de 1980, foi nomeado Bispo de Sibolga. O Papa o consagrou pessoalmente como bispo em 6 de janeiro do ano seguinte; Os co-consagradores foram Giovanni Canestri, arcebispo auxiliar em Roma, e Belchior Joaquim da Silva Neto C.M., bispo da Luz. Seu lema era "Ad pascuam et aquas Conduzi-me" (Ele me faz deitar em prados verdes e me leva a um lugar de descanso junto à água. - Salmo 23:2).
Em 3 de janeiro de 2004 foi nomeado arcebispo coadjutor de Medan. Com a aposentadoria de Alfred Gonti Pio Datubaras OFMCap em 12 de fevereiro de 2009, sucedeu-o como Arcebispo de Medan.
O Papa Francisco aceitou sua aposentadoria em 8 de dezembro de 2018.
Ele morreu em 7 de novembro de 2020 como resultado do COVID-19.